# Svetlana K-Lie
Светлана Клие (род. 1977, Москва) — российская художница, живущая и работающая в Льюисе, Великобритания. С 2001 года член Московского союза художников. Первоначально получив образование скульптора, она работает с широким спектром материалов и техник, ее практика расширяется до фотографии, гравюры и рисования.

## Биография
Светлана Клие родилась в 1977 году в Москве. В 2000 году окончила Национальный институт дизайна. Затем она продолжила свое обучение в Художественной мастерской офорта имени И. И. Невинского и Керамической мастерской имени Бабушкинского. В 2007 году она переехала в Лондон, где окончила Камберуэллский колледж искусств со степенью магистра рисования. Ее дипломная работа была отобрана для выставки Xhibit 07 и получила высокую оценку журнала Time Out . В 2021 году вошла в рейтинг 20 самых дорогих современных художников России по версии аналитического агентства InArt для Forbes Life.

## Выставки
Ее работы выставлялись в крупных музеях Москвы и Санкт-Петербурга, а также в галерее Саатчи в Лондоне в 2010 году. В 2009 году она сотрудничала с Майклом Найманом по случаю фестиваля «Англо-Москва» в Москве и получила заказ скульптуры от Третьей Московской биеннале современного искусства. Два ее офорта находятся в собрании Эрмитажа в Санкт-Петербурге.

## Награды
В 2004 году ей было присвоено[кем?] звание лучшей женщины-скульптора России, а в 2005 году — лучшего молодого скульптора России. В 2010 году заняла второе место в категории «Лучшая скульптура» на ярмарке современного изобразительного искусства. В том же году выиграла 3-ю премию RK Harrison Prizes For Art Photography на Национальном открытом художественном конкурсе 2010. В 2011 году одна из ее стальных скульптур была выбрана для участия в конкурсе «Открытый Запад».